# Bénévent-et-Charbillac
Pour les articles homonymes, voir Bénévent (homonymie).
Bénévent-et-Charbillac est une ancienne commune française, située dans le département des Hautes-Alpes en région Provence-Alpes-Côte d'Azur. Depuis 2013, elle fait partie de la nouvelle commune de Saint-Bonnet-en-Champsaur.

## Géographie

### Localisation
Bénévent-et-Charbillac est située dans le Champsaur, sur la rive droite du Drac, au nord-ouest de Saint-Bonnet-en-Champsaur, dont elle fait à présent partie, à 17 km au nord de Gap, 25 km au sud-est de Corps et 85 km de Grenoble.

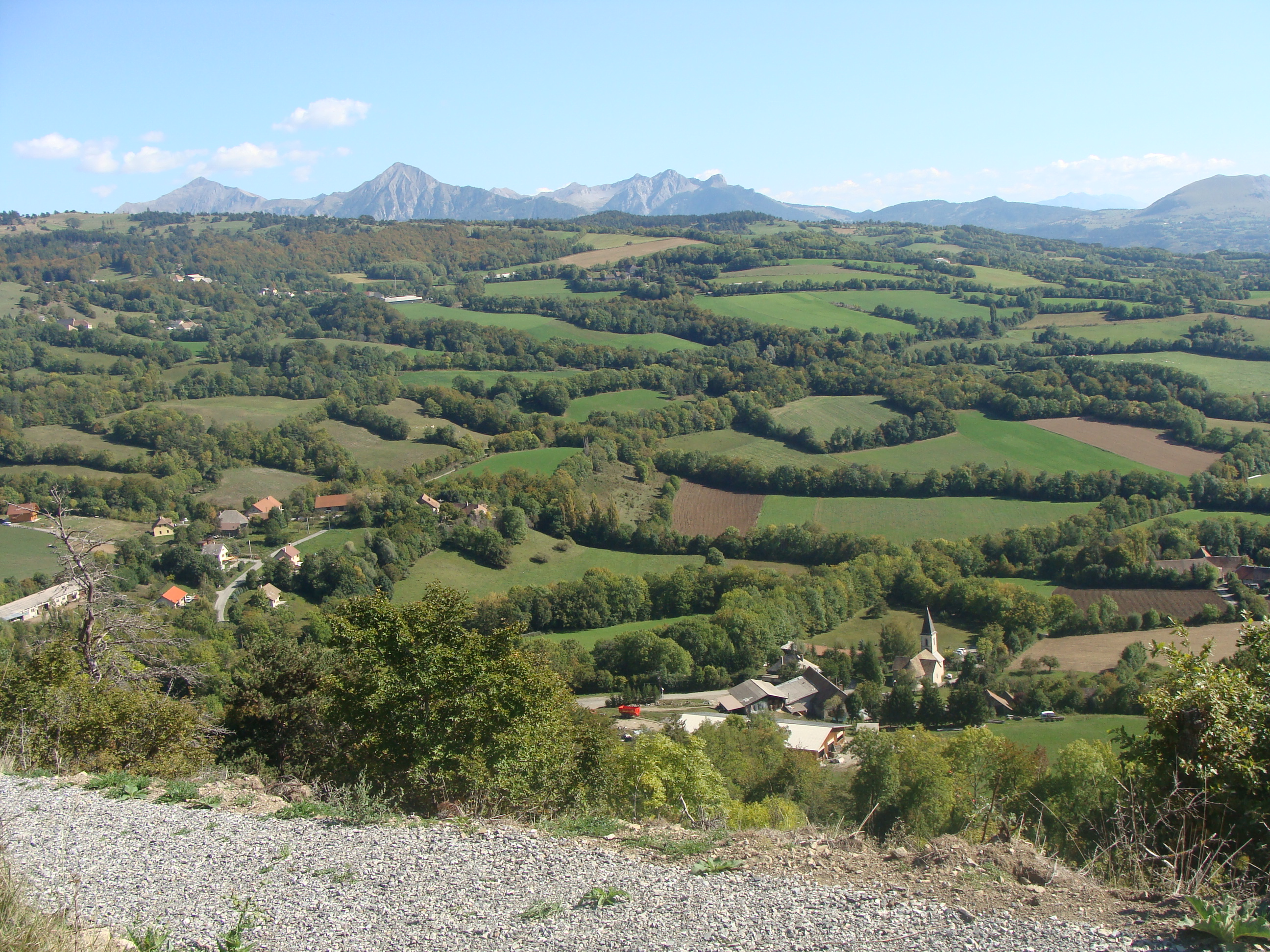
Le bocage à l'est de Bénévent.

C'est un territoire de moyenne montagne, bien exposé, qui s'étend sur un ensemble de collines et de vallons qui bordent au sud-ouest le massif des Écrins. Les sols sont partagés entre bois et prairies, formant un paysage de bocage caractéristique du bas-Champsaur.
Bénévent est bordé au sud-est par le Drac, et à l'ouest par son affluent la Séveraissette, mais n'est à proprement parler arrosé par aucun cours d'eau important.
L'habitat est très dispersé et comme souvent dans le Champsaur, il n'y a pas de village-centre, mais plusieurs hameaux, de nombreux écarts, et des fermes isolées.

### Hameaux et lieux-dits
- Les Gentillons, où se trouvent l'ancienne mairie et l'église, est parfois nommé Bénévent et constitue le centre géographique de l'ancienne commune.
- Charbillac se situe au nord-ouest du territoire de l'ancienne commune.
- Pisançon est situé à l'ouest, sous la route départementale 23.
- Les autres hameaux sont l'Aubérie, les Astiers, les Chazalets, les Payas.

### Voies de communication et transports
Bénévent-et-Charbillac est traversé par la route départementale 23 reliant Saint-Bonnet à la Motte, qui ne passe par aucun des hameaux. La départementale 123 vers les Infournas passe par Bénévent, les Astiers et l'Aubérie ; Charbillac et Pisançon sont desservis par des routes en cul-de-sac.
Un service d'autocars parcourt la départementale 23, avec des arrêts aux embranchements.

## Toponymie
Bénévent : Le nom est attesté sous sa forme latine Beneventum signifiant « Bon évènement » en 1166 dans les archives de l'abbaye de Durbon. La raison de cette dénomination est inconnue.
Charbillac : Le nom est attesté sous les formes latines de Charbilhacum et Charvilhacum en 1322 dans les archives du monastère de Durbon.
Benevent e Charbillac en haut-alpin.

## Histoire
Aux XVIIIe et XIXe siècles, les habitants avaient creusé et entretenaient de nombreux canaux d'irrigation pour pallier le manque d'eau en été. Aucun cours d'eau notable n'arrosant la partie haute de la commune, il avait fallu aller chercher assez loin des cours d'eau susceptibles d'alimenter ces canaux : la Séveraissette en amont de la Motte-en-Champsaur (lieudit Valette) alimentant un canal vers Charbillac, la même Séveraissette à la hauteur de la Motte pour un canal vers Pisançon), et même l'eau de fonte d'un glacier près du sommet du Vieux-Chaillol pour l'est de la commune (le canal de Mal-Cros, resté inachevé).

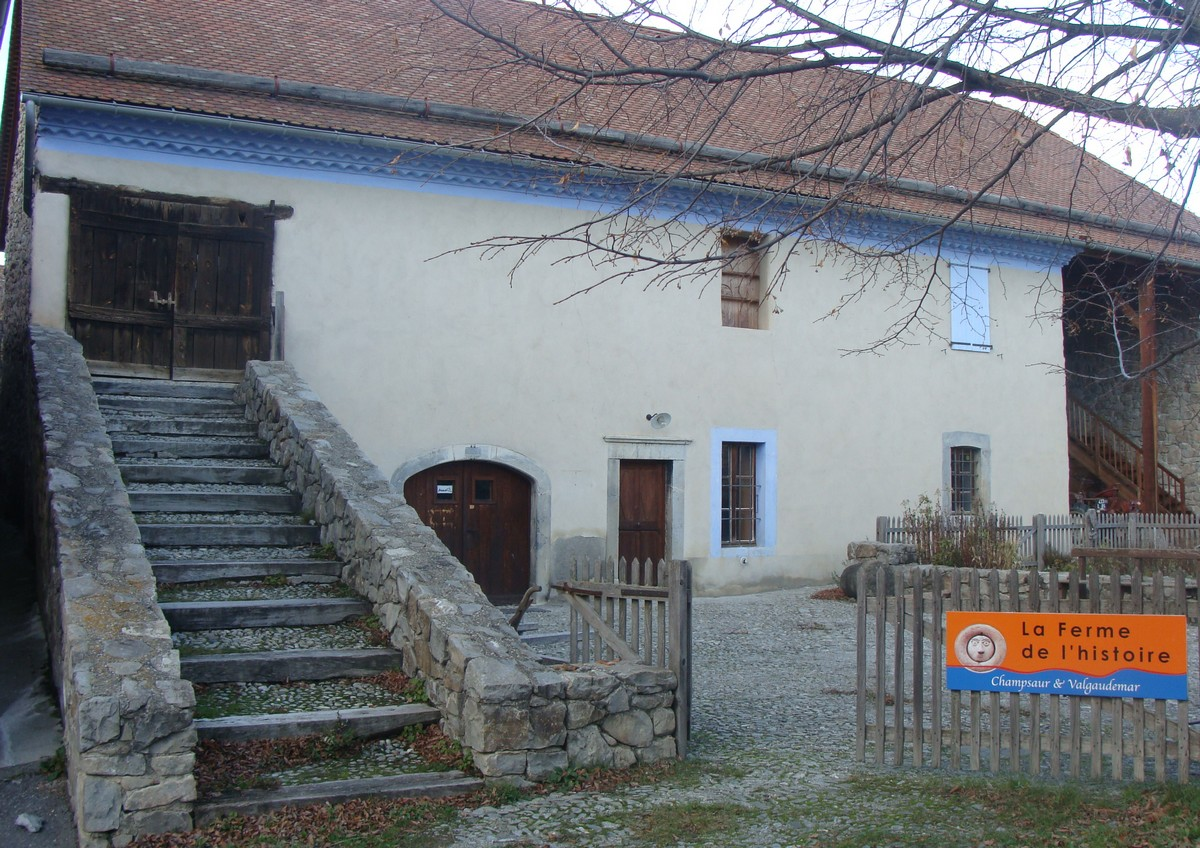
La ferme de l'Histoire, à Pisançon.

Ces canaux ont été abandonnés dans la première moitié du XXe siècle, mais leurs tracés sont encore visibles sur le terrain, ainsi que les réservoirs du canal de Mal-Cros au-dessus des Payas (lac de Barbeyroux). L'usage de ces canaux est présenté en images dans le musée de l'Histoire du Champsaur, à Pisançon.
Par délibération du conseil municipal du 31 octobre 2012, la commune de Bénévent-et-Charbillac décide de fusionner avec les communes voisines de Saint-Bonnet-en-Champsaur et des Infournas. La fusion dans la commune nouvelle de Saint-Bonnet-en-Champsaur est effective le 1er janvier 2013.
Le 28 août 2014 le conseil municipal de Saint-Bonnet-en-Champsaur décide de supprimer les délégations communales

## Politique et administration
| Période | Période | Identité           | Étiquette | Qualité |
| ------- | ------- | ------------------ | --------- | ------- |
| 1935    | 1940    | Joseph Eyraud      |           |         |
| 1940    | 1945    | Emile Giraud       |           |         |
| 1945    | 1959    | Clovis Grimaud     |           |         |
| 1959    | 1965    | Aliette Bégou      |           |         |
| 1965    | 2001    | Jean-Pierre Eyraud | PS        |         |
| 2001    | 2012    | Paul Davin         |           |         |

## Population et société

### Démographie
L'évolution du nombre d'habitants est connue à travers les recensements de la population effectués dans la commune depuis 1793. À partir du 1er janvier 2009, les populations légales des communes sont publiées annuellement dans le cadre d'un recensement qui repose désormais sur une collecte d'information annuelle, concernant successivement tous les territoires communaux au cours d'une période de cinq ans. 
Pour les communes de moins de 10 000 habitants, une enquête de recensement portant sur toute la population est réalisée tous les cinq ans, les populations légales des années intermédiaires étant quant à elles estimées par interpolation ou extrapolation. Pour la commune, le premier recensement exhaustif entrant dans le cadre du nouveau dispositif a été réalisé en ,.
En 2010, la commune comptait 270 habitants.
| 1831 | 1836 | 1841 | 1846 | 1851 | 1856 | 1861 | 1866 | 1872 |
| ---- | ---- | ---- | ---- | ---- | ---- | ---- | ---- | ---- |
| 596  | 614  | 575  | 566  | 587  | 580  | 556  | 558  | 532  |

| 1876 | 1881 | 1886 | 1891 | 1896 | 1901 | 1906 | 1911 | 1921 |
| ---- | ---- | ---- | ---- | ---- | ---- | ---- | ---- | ---- |
| 540  | 492  | 509  | 507  | 514  | 517  | 482  | 453  | 392  |

| 1926 | 1931 | 1936 | 1946 | 1954 | 1962 | 1968 | 1975 | 1982 |
| ---- | ---- | ---- | ---- | ---- | ---- | ---- | ---- | ---- |
| 356  | 360  | 316  | 291  | 248  | 240  | 223  | 214  | 221  |

| 1990 | 1999 | 2004 | 2009 | 2010 | - | - | - | - |
| ---- | ---- | ---- | ---- | ---- | - | - | - | - |
| 221  | 260  | 289  | 274  | 270  | - | - | - | - |

## Économie

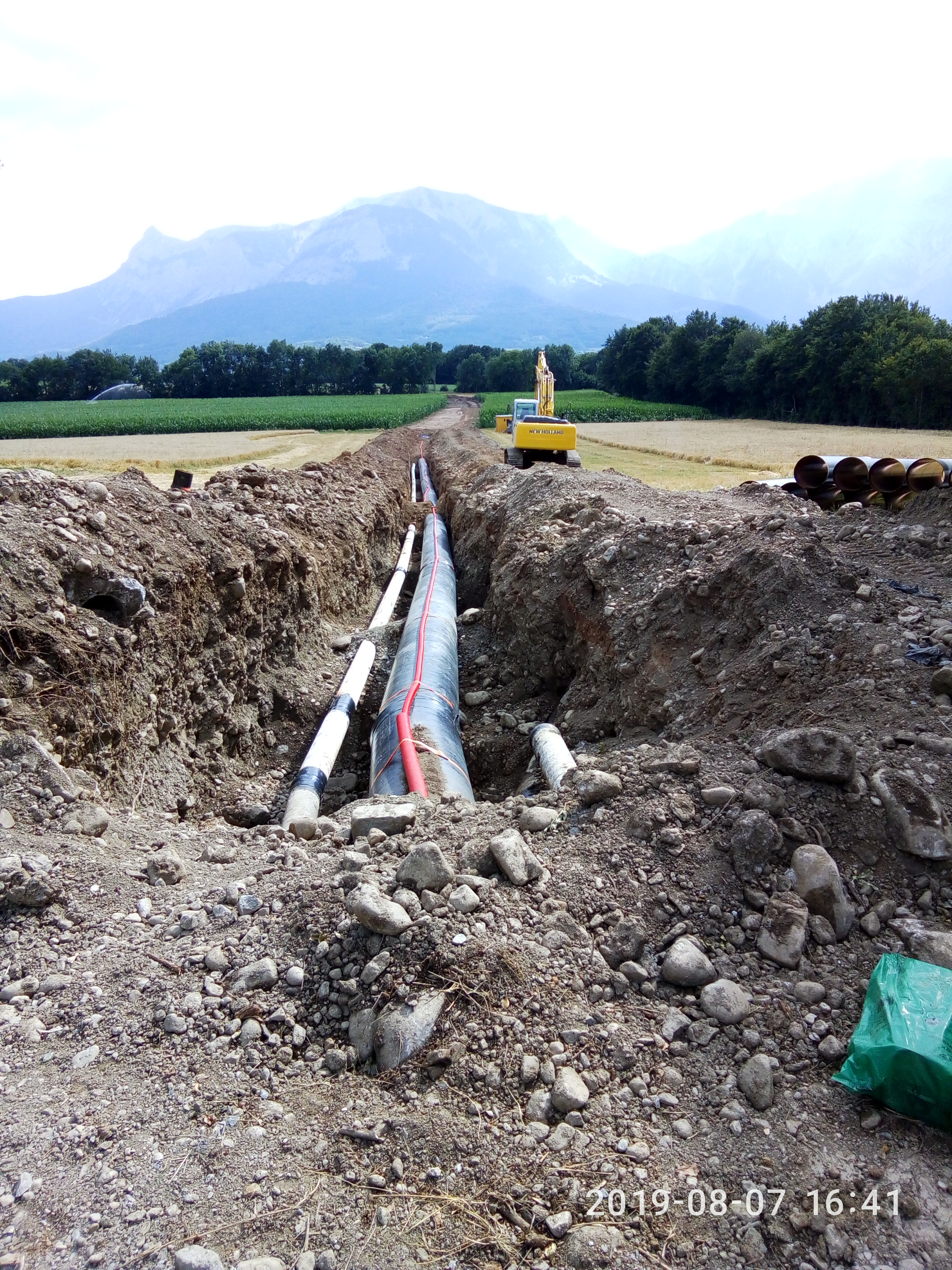
Rénovation en 2019 de la conduite forcée au-dessus de la microcentrale

La commune était essentiellement agricole, tournée comme l'ensemble du Champsaur vers l'élevage, principalement ovin.

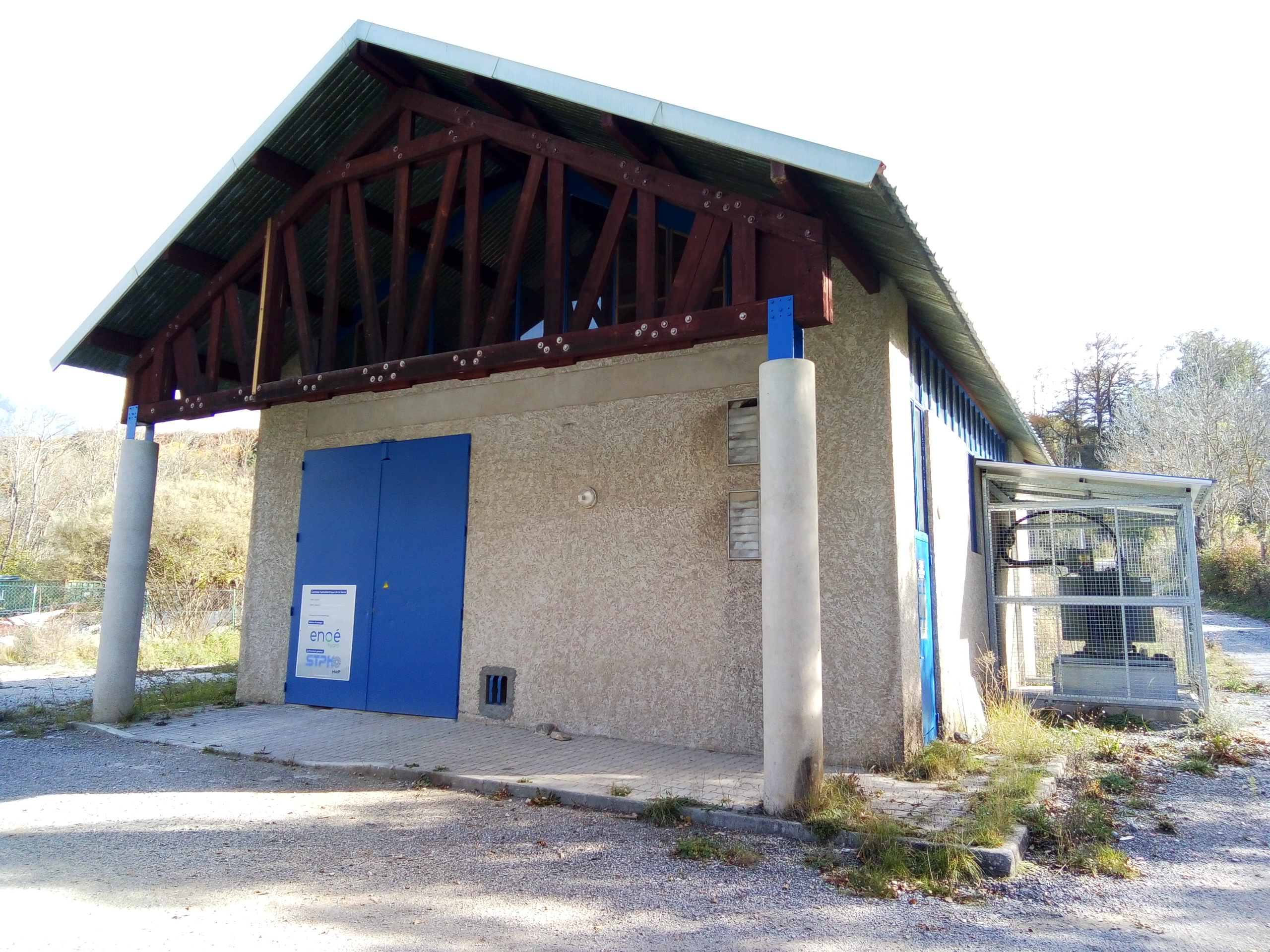
Microcentrale hydroélectrique de la Serre

En 1988, un réseau d'aspersion de 150 ha est réalisé sur la partie nord de la commune. Son financement est rendu possible grâce à la construction d'une microcentrale hydroélectrique.
L'électricité produite est revendue à EDF. Depuis 2019, La commune de Saint-Bonnet a confié la gestion de la microcentrale et du réseau d’irrigation à un délégataire de service public pour vingt ans.
3,3 millions d'euros sont investis pour la rénovation des installations.

## Culture locale et patrimoine

### Lieux et monuments

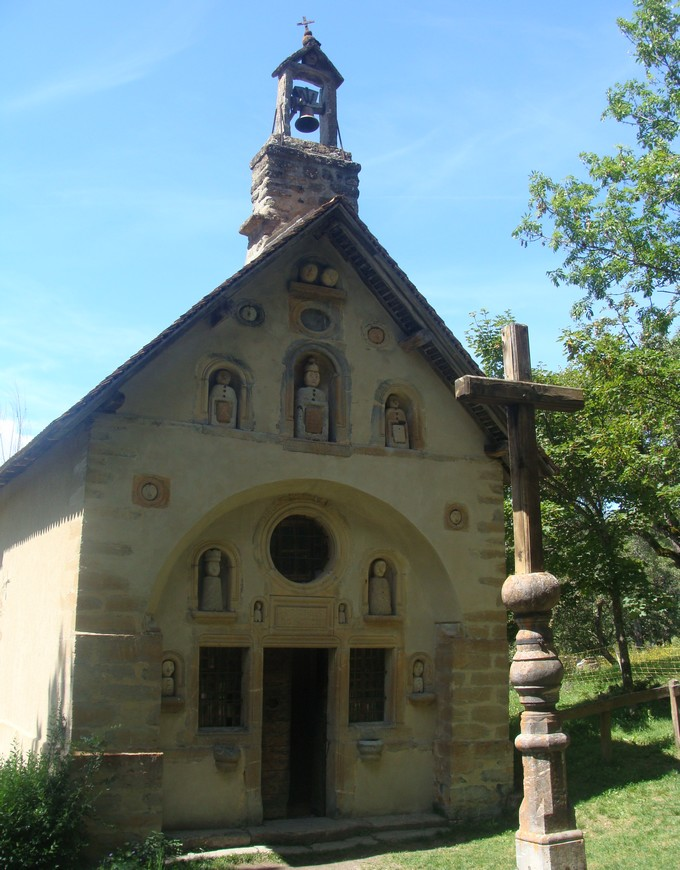
La façade de la chapelle des Pétètes.

- La chapelle des Pétètes est construite au XVIIIe siècle par Jacques Pascal (1670-1750), maçon, tailleur de pierre, charpentier. La façade est ornée par treize statuettes de style naïf, Pétète signifie poupée en patois champsaurin. Les plus imposantes sont accompagnées d'inscriptions en latin ; façade classée  monument historique[9].

- L'église du chef-lieu au style original date du XIXe siècle.
- Les chapelles de Charbillac et de Pisançon
- La « maison de l'Histoire », partie de l'écomusée éclaté du Champsaur, à Pisançon
- Le sommet des Trois-croix (panorama) et son cimetière
- L'étang de Barbeyroux, vestige de l'ancien canal de Mal-Cros
- Le « pont roumieux », parfois dit pont romain, sur la Séveraïssette, qui pourrait avoir remplacé un authentique pont romain sur une voie reliant Chorges à Grenoble.

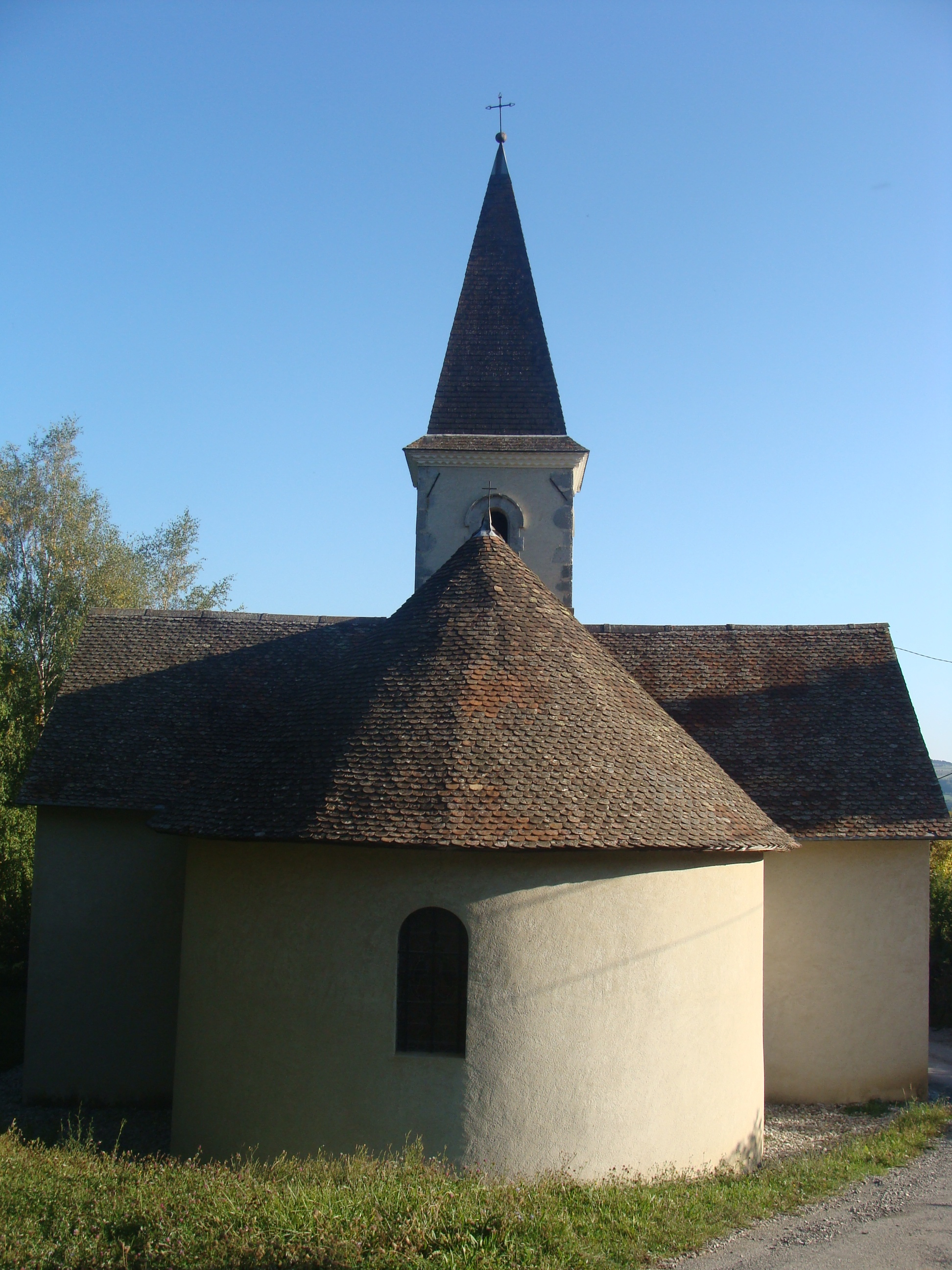
L'église de Bénévent.
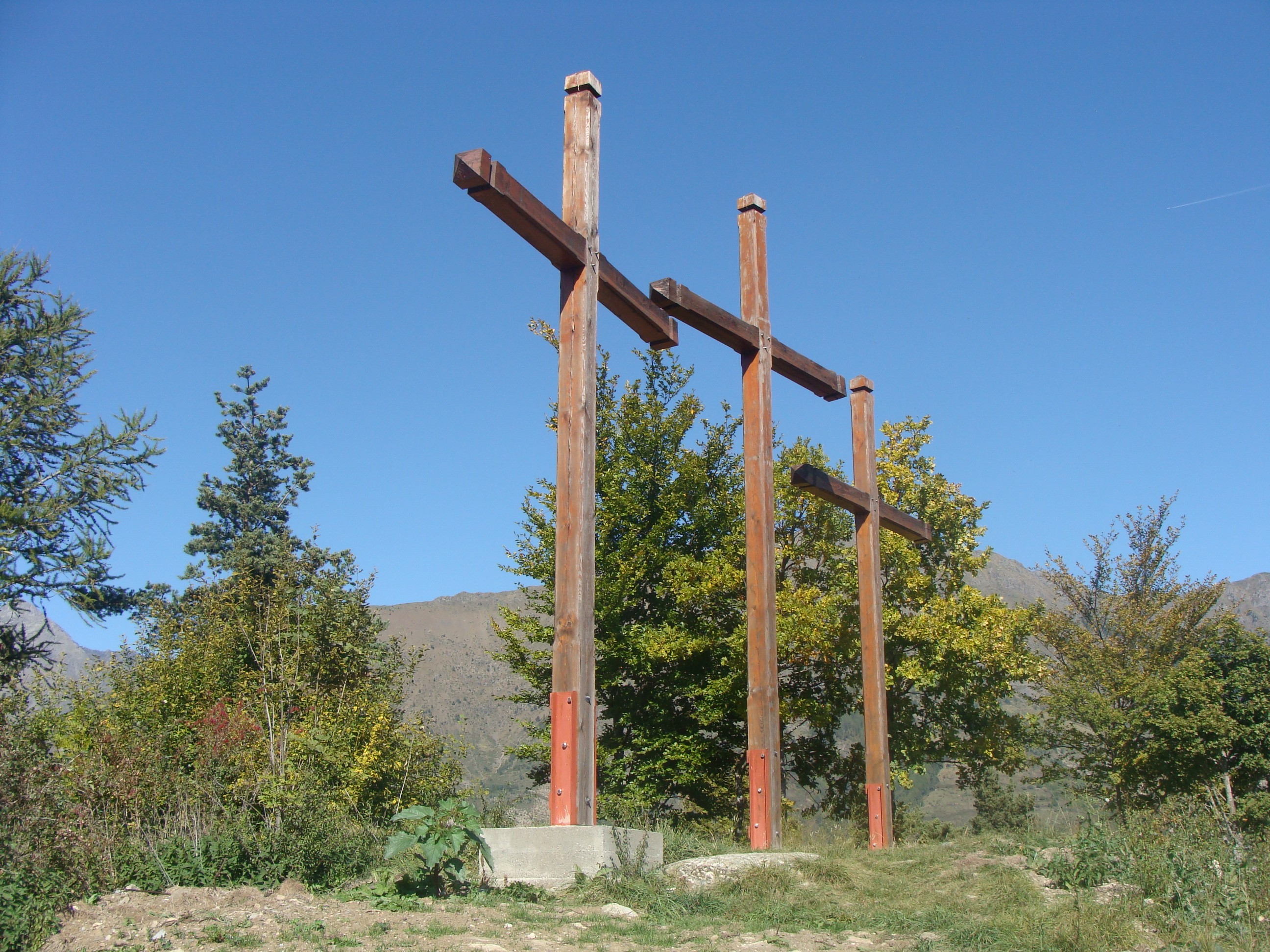
Les Trois-Croix.
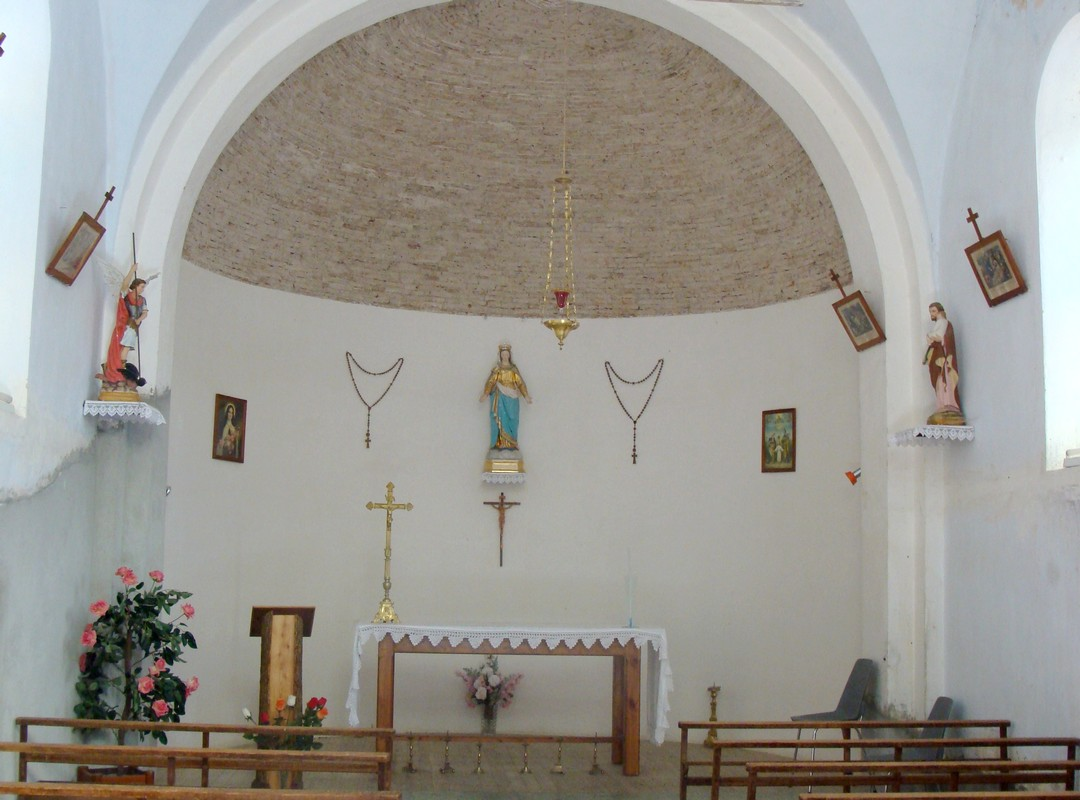
L'intérieur de la chapelle de Pisançon.
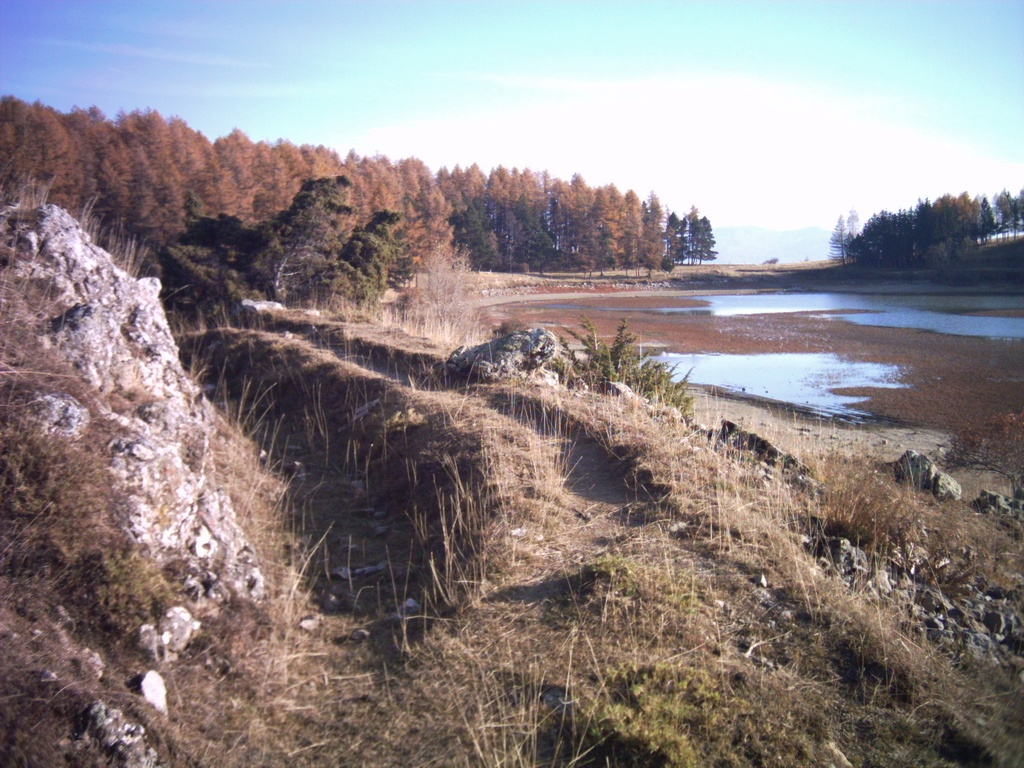
L'étang de Barbeyroux et l'ancien canal.

### Distinctions
En 2007, le label « Patrimoine du XXe siècle » a été attribué au lotissement de Champ Clavel pour la qualité de son intégration aux paysages.
Bénévent-et-Charbillac avait reçu l’étoile verte espérantiste, distinction remise aux maires de communes recensant des locuteurs de la langue construite espéranto.

### Héraldique
| Blason de Bénévent-et-Charbillac | Blason  | D'azur à une colombe d'argent allumée de gueules. |
| Blason de Bénévent-et-Charbillac | Détails | Le statut officiel du blason reste à déterminer.  |